# Нілс ван Стеніс
Нілс ван Стеніс (нід. Niels van Steenis, 3 листопада 1969) — нідерландський академічний веслувальник.
Олімпійський чемпіон 1996 року в складі вісімки.